# Патос
Патос (на албански: Patosi) e град в Албания. Населението му е 15 397 жители (2011 г.). Намира се в часова зона UTC+1. Пощенският му код е 9307, а телефонния 0381. МПС кодът му е FR.